# Lego Alpha Team (jeu vidéo)
Lego Alpha Team est un jeu vidéo de puzzle développé par Digital Domain et édité par Lego Media, sorti en 2000 sur Windows et Game Boy Color.
Une gamme homonyme du jeu de construction Lego est inspirée de ce jeu.

## Accueil
- IGN : 6/10 (GBC)[1]